# Parrot Bebop
Cet article possède un paronyme, voir Parrot Bebop 2.
Précédent Suivant
Le Parrot Bebop Drone est un drone civil quadrirotor du constructeur français Parrot sorti en 2014. Il est piloté depuis une application via smartphone ou tablette, grâce à un réseau Wi-Fi spécifique émis par le drone. Il est destiné au divertissement mais aussi à la prise de vue aérienne, disposant d'une caméra haute définition stabilisée. Il succède à l'AR.Drone de 2e génération. En fin d'année 2015, il est remplacé par le Parrot Bebop 2 mais reste néanmoins disponible sur le marché.

## Pilotage
Le pilotage s'effectue depuis un smartphone, une tablette ou un ordinateur fonctionnant sous Android, iOS, Windows Phone ou Windows 8, avec l'application Freeflight 3. Le pilote utilise des joysticks et des boutons apparaissant à l'écran, ainsi que l'accéléromètre du périphérique. Le drone envoi en temps réel les images qu'il filme au smartphone, ce qui permet à l'utilisateur de piloter son engin sans vue directe (c'est-à-dire qu'il ne le voit pas). On peut effectuer des figures préenregistrées, déclencher à tout moment l'enregistrement vidéo ou la prise de photographie, visualiser la situation de l'aéronef sur une carte ou encore son niveau de batterie. L'autonomie est de 22 minutes en utilisant les deux batteries vendues avec le drone, soit 11 minutes chacune.

## Caractéristiques techniques
Le Parrot Bebop est un quadrirotor, comportant quatre moteurs sans balais à rotor externe (ou brushless outrunner) électriques. Il mesure 28 cm d'envergure, 32 cm de longueur et 3,6 cm d'épaisseur, ce qui le rend nettement plus petit que son prédécesseur, l'AR.Drone. Sa masse est de 390 g avec sa batterie. Le rayon d'action du drone est annoncé de 300 m par Parrot, mais il dépend du périphérique de pilotage utilisé et semble bien moins élevé dans les faits. Il peut par contre être amélioré avec l'utilisation du Parrot Skycontroller. Le drone embarque un processeur double cœur Parrot P7 fonctionnant avec le système d'exploitation Linux (le SDK est disponible pour les développeurs) et un processeur graphique quadri-cœur. Il comporte une mémoire flash de 8 Go, permettant de stocker les vidéos et photos prises lors du vol. L'utilisateur peut ensuite les importer sur son ordinateur via un câble micro-USB. La caméra a une définition de 1 920 × 1 080 p de 14 mégapixels avec un angle de vue de 180°. Elle est stabilisée numériquement sur trois axes.

## Le Skycontroller

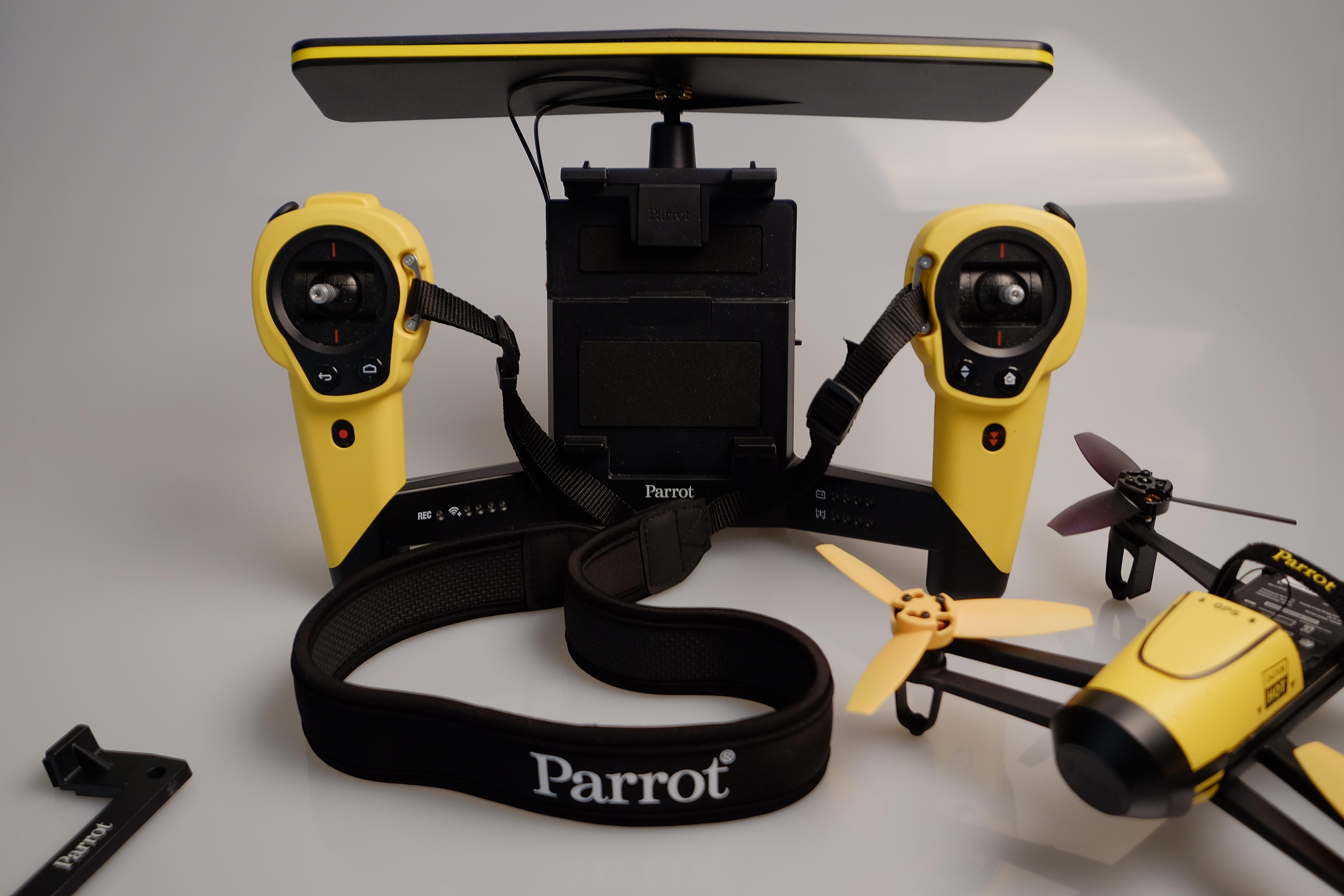
Le Skycontroller

Le Parrot Skycontroller est une télécommande (ou radiocommande) destinée à piloter le Bebop. Elle présente deux joysticks physiques et plusieurs boutons pouvant contrôler différents paramètres du drone. Un smartphone ou une tablette peut être installé dessus, faisant office d'écran notamment pour visualiser les images filmées par le drone. Le Skycontroller permet aussi avec ses plus puissantes antennes Wi-Fi d'élargir le rayon d'action du drone à deux kilomètres. Son poids est d'un peu plus d'1,5 kg. L'utilisation de lunettes vidéo pour pilotage en immersion (ou lunettes FPV) est rendu possible avec cet accessoire, via une prise HDMI. Il utilise les mêmes batteries que le Bebop, qui lui confèrent une autonomie de 150 minutes chacune.

## Historique
Le Parrot Bebop Drone a été annoncé au salon AUVSI à Orlando (États-Unis) le 12 mai 2014, après deux ans de recherche et développement. Il a été commercialisé à partir de la fin d'année 2014, à 499 € et 899 € pour le pack incluant le Skycontroller. Il succède à l'AR.Drone, qui reste néanmoins en vente avec des prix plus abordables.

## Galerie

Photos du produit
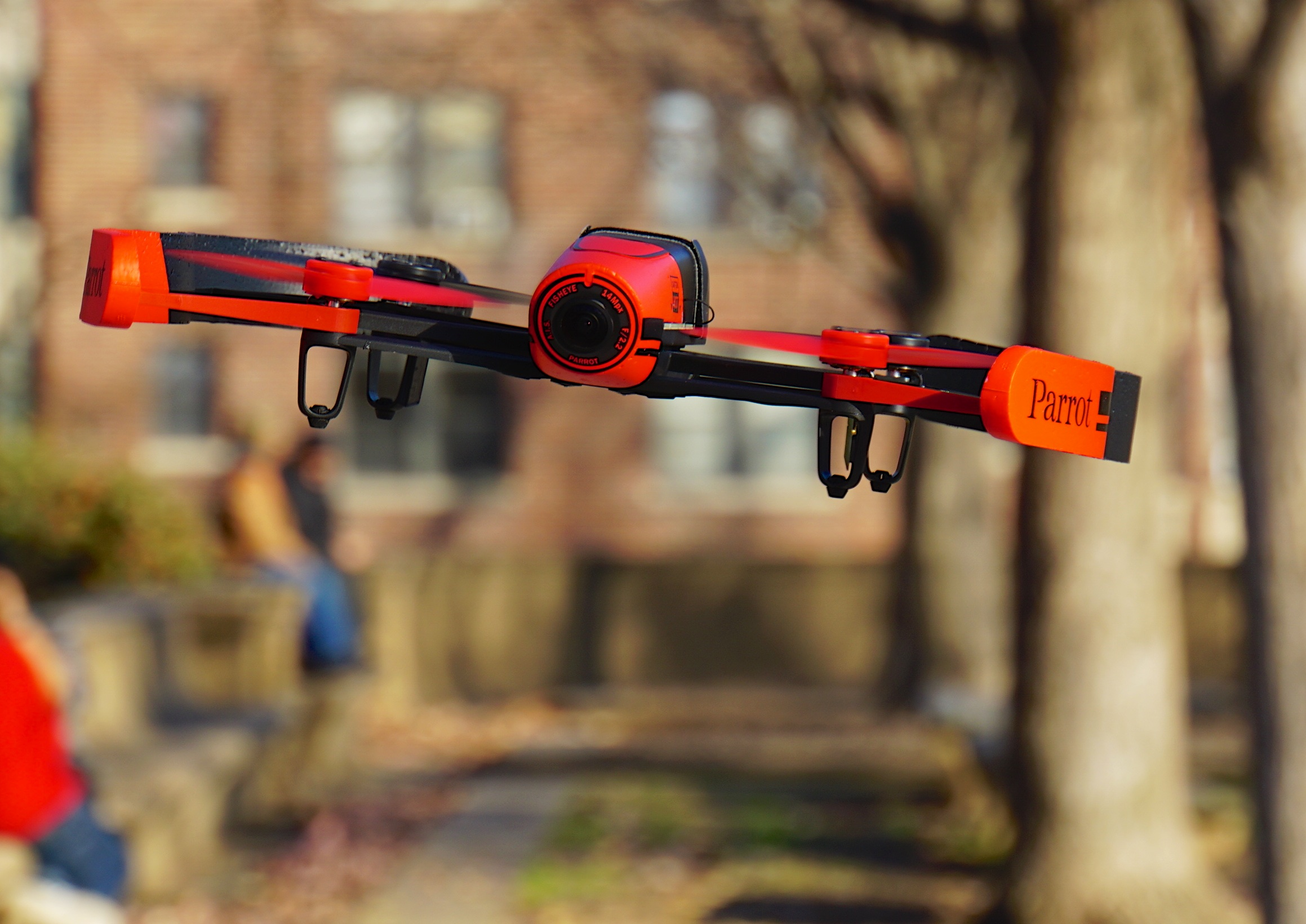
Bebop de couleur rouge
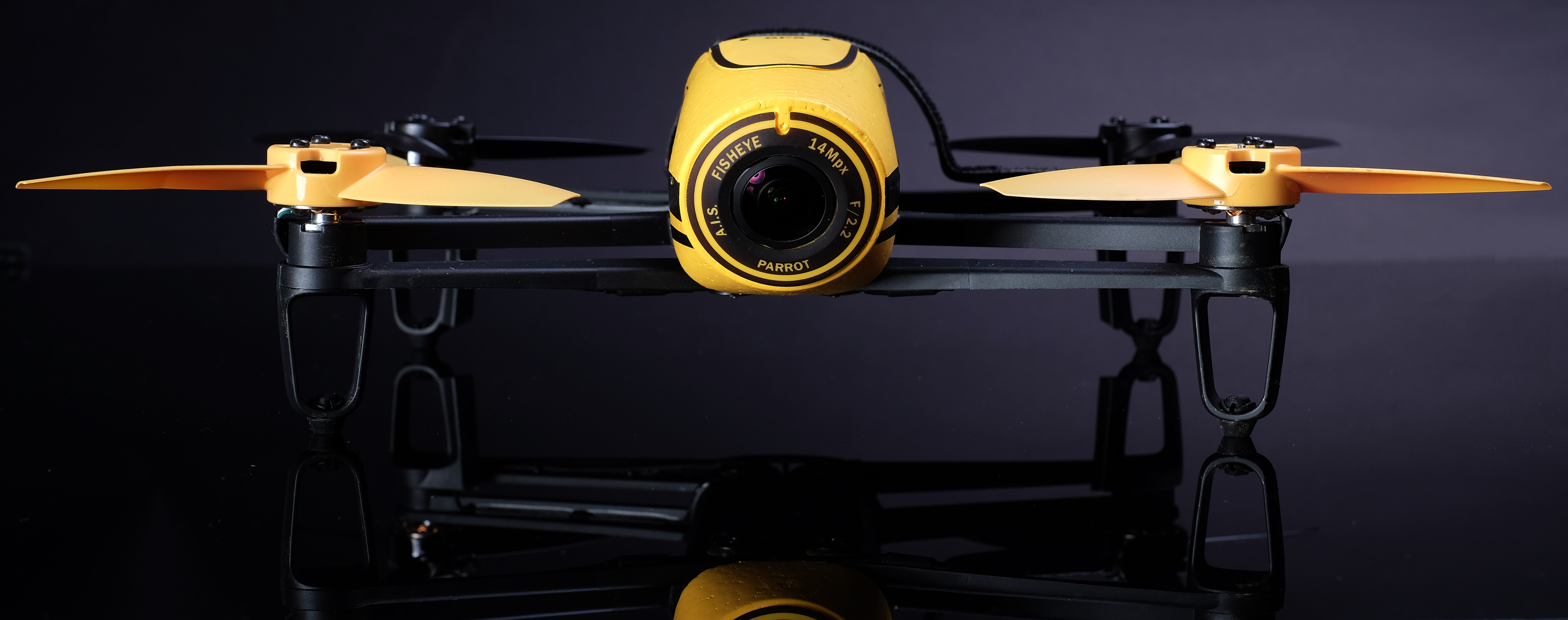
Vue de face de l'appareil
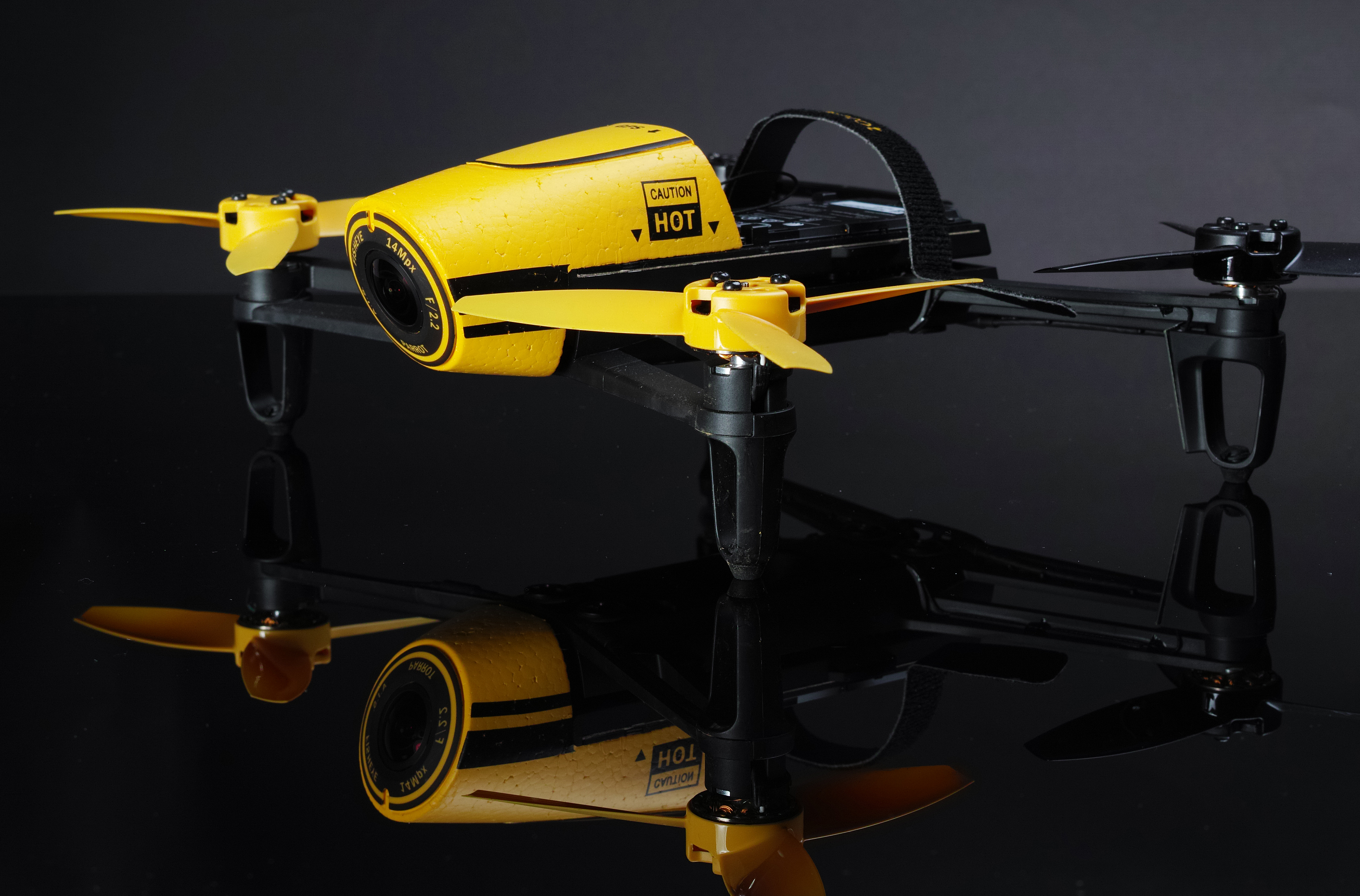
Vue latérale
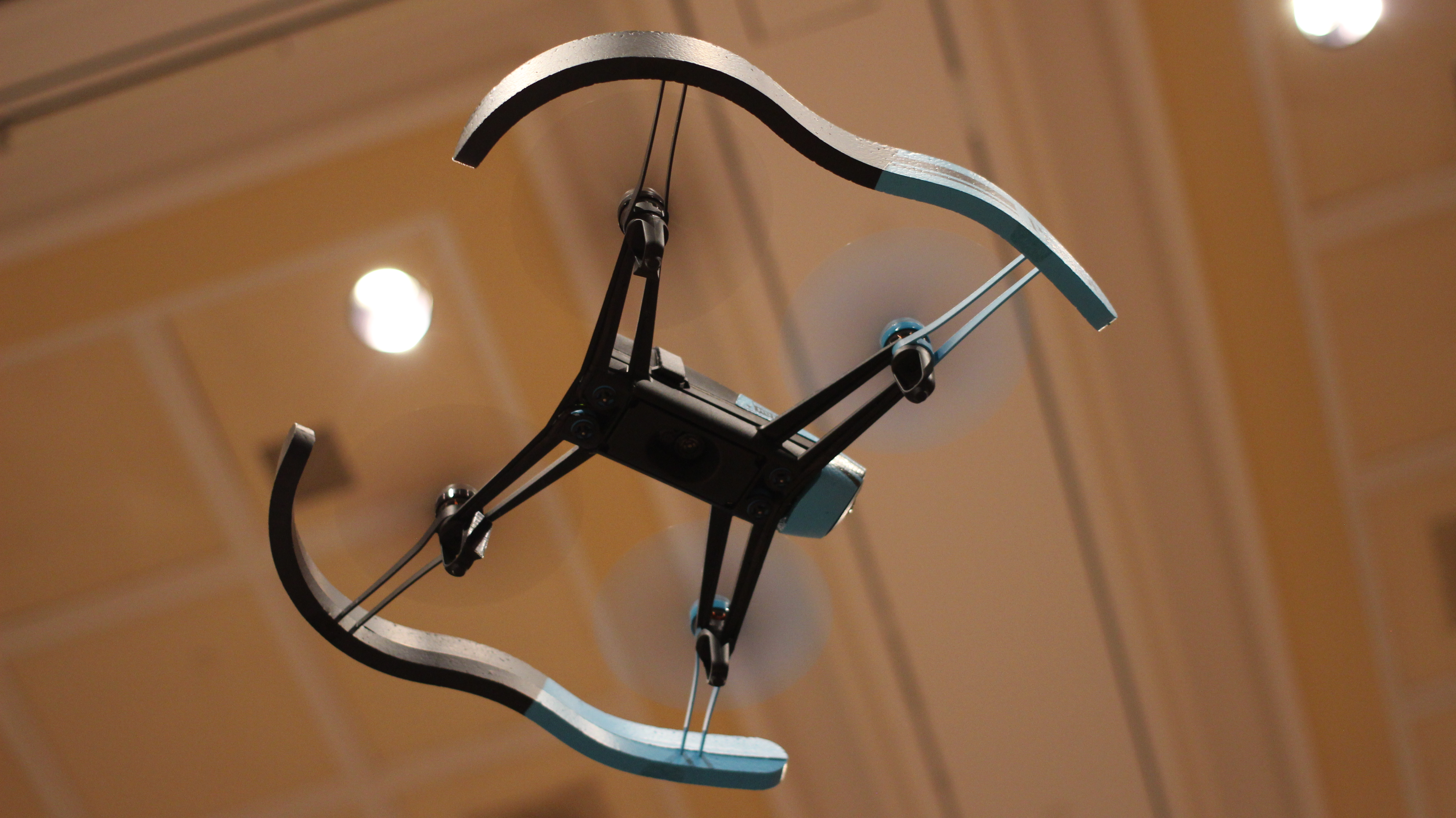
Vue de dessous
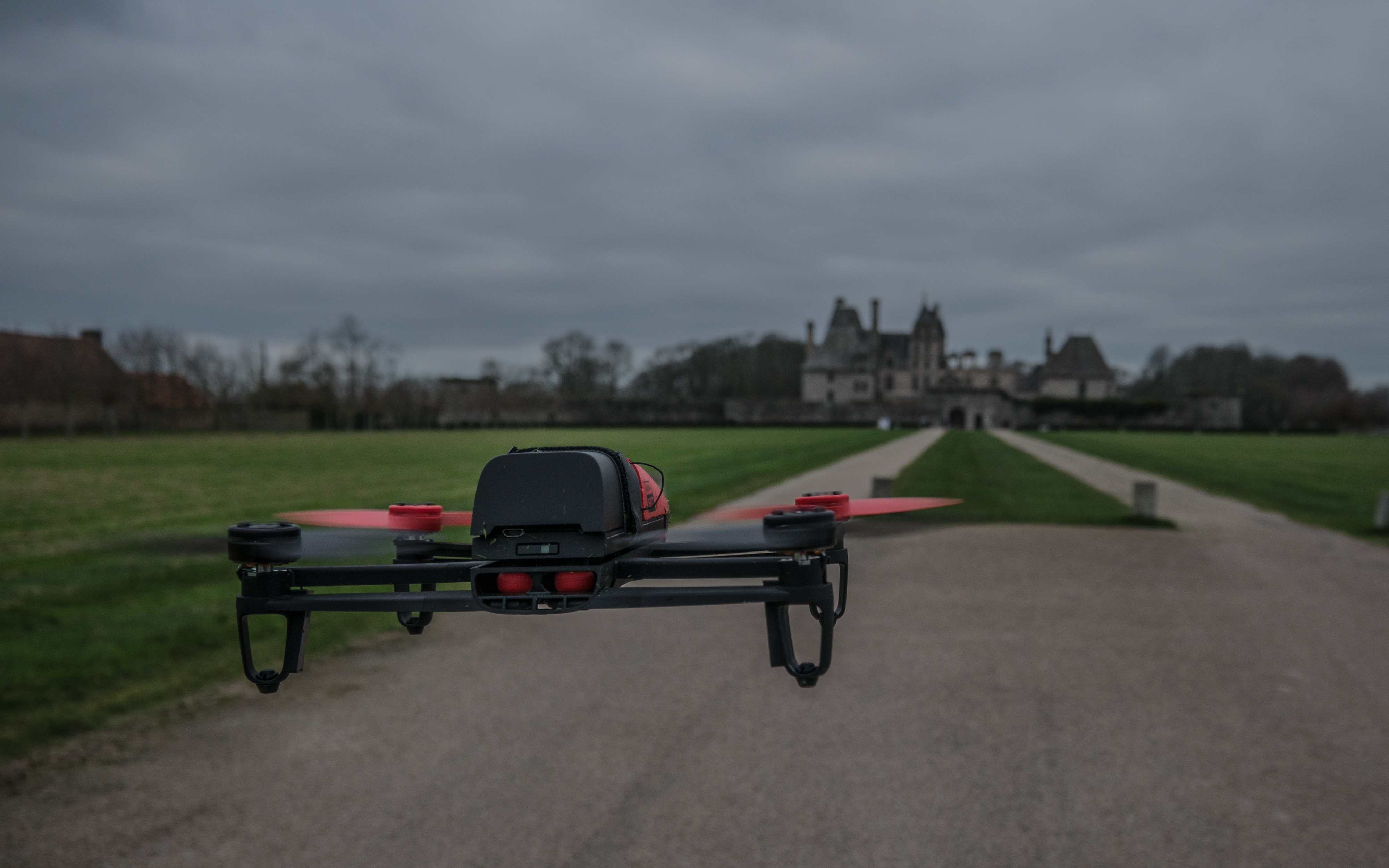
Arrière
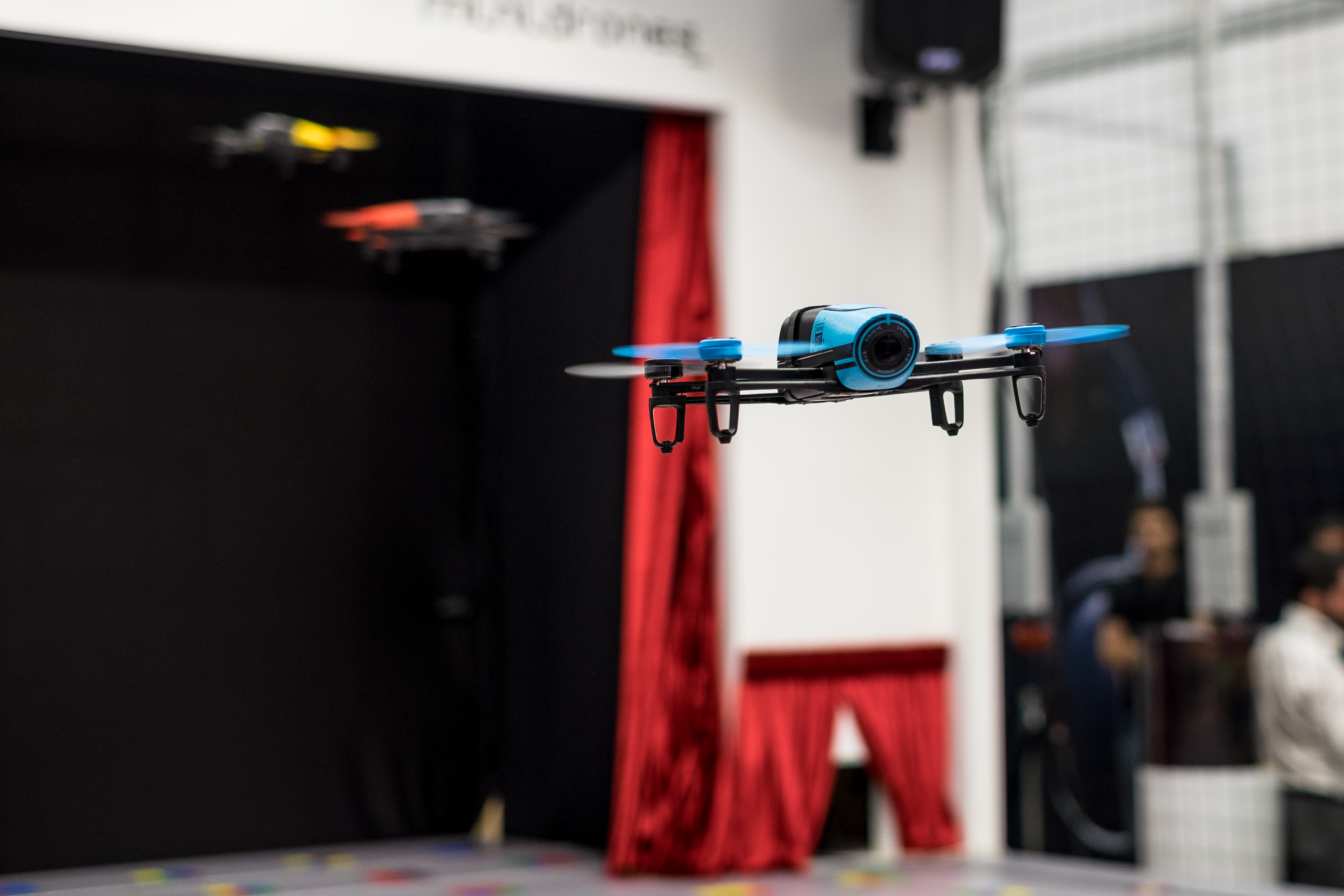
Bebop à l'IFA 2015

Photographies prises par le drone
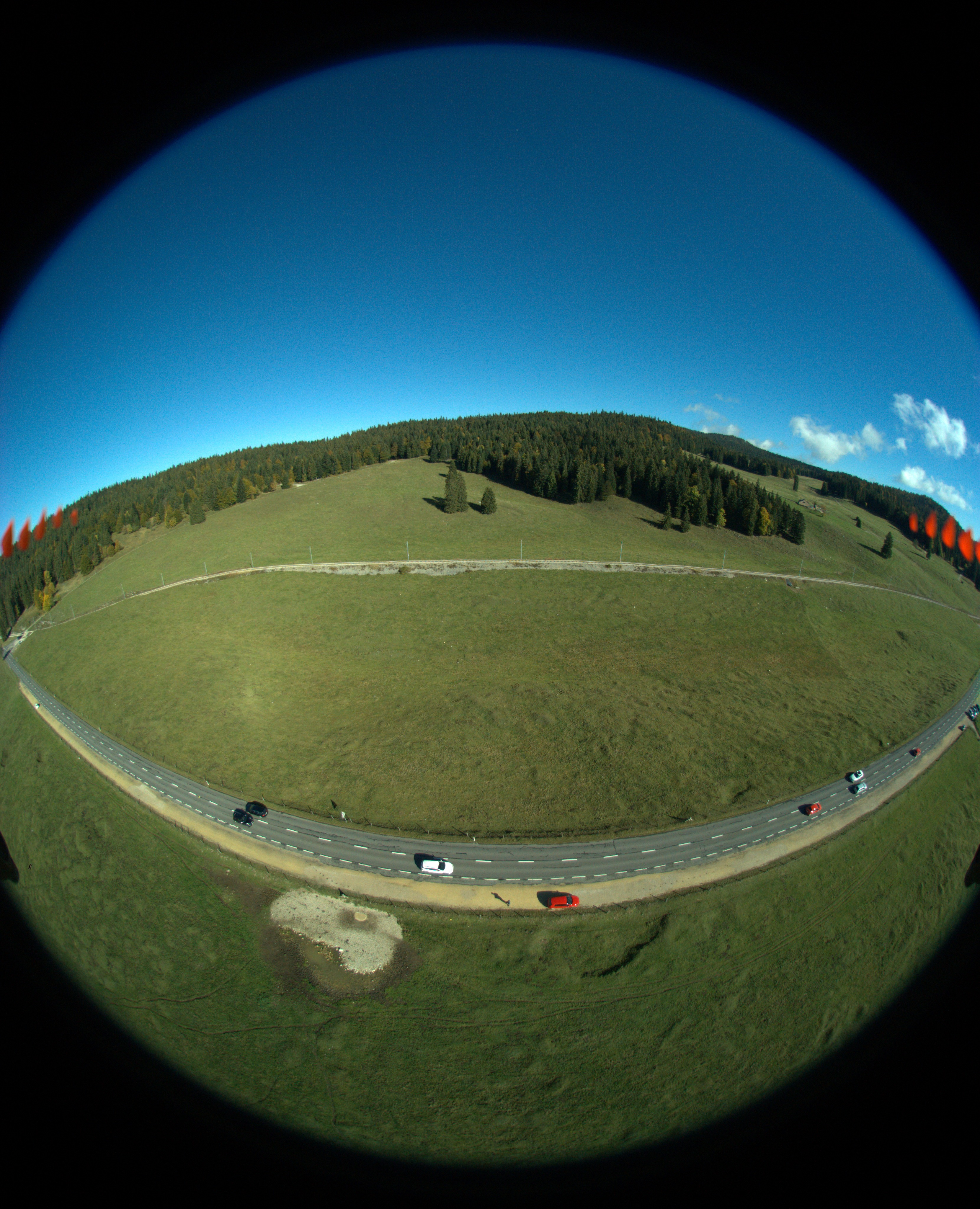
Photo en mode fisheye (basée sur fichier DNG)
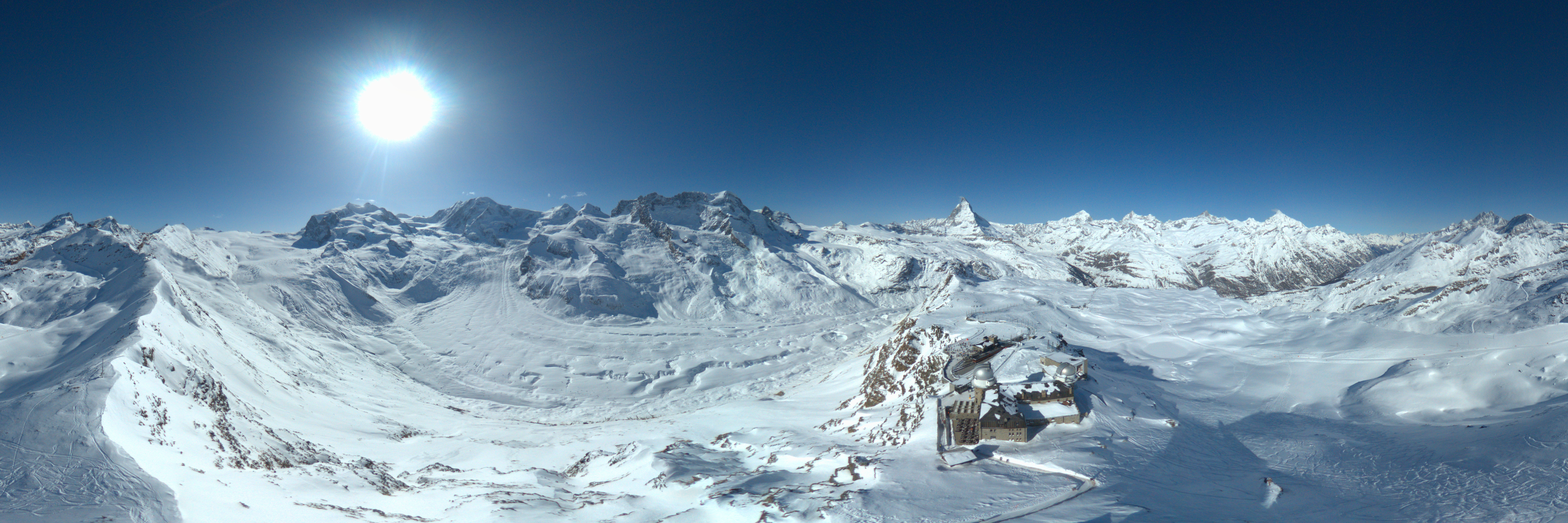
Panoramique (créé avec Hugin à partir de plusieurs fichiers DNG)
- Vidéo